# Battaglia di Big Black River Bridge
La battaglia di Big Black River Bridge, combattuta nel maggio 1863, è stata un episodio della campagna di Vicksburg della guerra di secessione americana.

## Contesto
A seguito della sconfitta nella battaglia di Champion Hill l'esercito confederato del tenente generale John Clifford Pemberton si ritirà verso Vicksburg, inseguito dalle forze nordiste del maggiore generale Ulysses S. Grant e dall'Armata del Tennessee.
La notte tra il 16 ed il 17 maggio 1863 i confederati giunsero nei pressi di Big Black River Bridge. Qui Pemberton ordinò a Bowen di occupare, con tre brigate, le fortificazioni poste sulla riva orientale del fiume al fine di fermare l'inseguimento dei nordisti.

## La battaglia
La mattina del 17 maggio tre divisioni nordisti guidate dal maggiore generale McClernand, muovendo da Edwards Station, incontrarono gli uomini di Bowen, sorprendendoli. Dopo una dura battaglia i soldati sudisti superstiti si ritirarono attraversando il fiume sia a bordo della nave a vapore Dot che tramite un ponte ferroviario.
Non appena giunti dall'altro lato del Big Black River, diedero fuoco al ponte per evitare di essere inseguiti.